# Araneus obscurtus
Araneus obscurtus este o specie de păianjeni din genul Araneus, familia Araneidae. A fost descrisă pentru prima dată de Urquhart, 1893.
Este endemică în Tasmania. Conform Catalogue of Life specia Araneus obscurtus nu are subspecii cunoscute.